# Норфолк-Трегерн
Норфолк-Трегерн (англ. Norfolk-Treherne) — муніципалітет в Канаді, у провінції Манітоба.

## Населення
За даними перепису 2016 року, муніципалітет нараховував 1751 особу, показавши зростання на 0,6%, порівняно з 2011-м роком. Середня густина населення становила 2,4 осіб/км².
З офіційних мов обидвома одночасно володіли 355 жителів, тільки англійською — 1 355, тільки французькою — 5, а 5 — жодною з них. Усього 285 осіб вважали рідною мовою не одну з офіційних.
Працездатне населення становило 70,7% усього населення, рівень безробіття — 3,4% (3,1% серед чоловіків та 3,8% серед жінок). 76,1% осіб були найманими працівниками, а 23,9% — самозайнятими.
Середній дохід на особу становив $43 130 (медіана $36 128), при цьому для чоловіків — $49 151, а для жінок $37 139 (медіани — $42 005 та $32 448 відповідно).
32,8% мешканців мали закінчену шкільну освіту, не мали закінченої шкільної освіти — 30,4%, 36,8% мали післяшкільну освіту, з яких 16,3% мали диплом бакалавра, або вищий.
| Статево-вікова структура населення | Статево-вікова структура населення | Статево-вікова структура населення | Статево-вікова структура населення | Статево-вікова структура населення |
| ---------------------------------- | ---------------------------------- | ---------------------------------- | ---------------------------------- | ---------------------------------- |
|                                    |                                    |                                    |                                    |                                    |
| Всього                             | Всього                             | 51,3%48,7%                         |                                    |                                    |
| 0 — 14 років                       | 0 — 14 років                       |                                    | 18,8%                              | 18,8%                              |
| 15 — 64 років                      | 15 — 64 років                      |                                    | 61%                                | 61%                                |
| 65 і більше                        | 65 і більше                        |                                    | 20,2%                              | 20,2%                              |
| 85 і більше                        | 85 і більше                        |                                    | 3,7%                               | 3,7%                               |
| Середній вік (років)               | Середній вік (років)               | 39,944,1                           | 42,0                               | 42,0                               |
| Медіана (років)                    | Медіана (років)                    | 40,846,8                           | 43,9                               | 43,9                               |
| — чоловіки — жінки                 |                                    |                                    |                                    |                                    |

| Походження мешканців:     | Походження мешканців:     | Походження мешканців: | Походження мешканців: | Походження мешканців: |
| ------------------------- | ------------------------- | --------------------- | --------------------- | --------------------- |
| Походження                |                           |                       | осіб                  | %                     |
| Корінні американці        | Корінні американці        |                       | 195                   | 12.96%                |
| Інше північноамериканське | Інше північноамериканське |                       | 430                   | 28.57%                |
| Європейське               | Європейське               |                       | 1 260                 | 83.72%                |
| британське                | британське                |                       | 680                   | 45.18%                |
| французьке                | французьке                |                       | 535                   | 35.55%                |
| українське                | українське                |                       | 55                    | 3.65%                 |
| Азійське                  | Азійське                  |                       | 20                    | 1.33%                 |

| Зайнятість населення за галузями (за класифікацією NOC): | Зайнятість населення за галузями (за класифікацією NOC): | Зайнятість населення за галузями (за класифікацією NOC): | Зайнятість населення за галузями (за класифікацією NOC): | Зайнятість населення за галузями (за класифікацією NOC): |
| -------------------------------------------------------- | -------------------------------------------------------- | -------------------------------------------------------- | -------------------------------------------------------- | -------------------------------------------------------- |
|                                                          |                                                          |                                                          |                                                          |                                                          |
| Управління                                               | Управління                                               |                                                          | 16,5%                                                    | 16,5%                                                    |
| Бізнес, фінанси та адміністрування                       | Бізнес, фінанси та адміністрування                       |                                                          | 11,9%                                                    | 11,9%                                                    |
| Природничі та прикладні науки                            | Природничі та прикладні науки                            |                                                          | 2,8%                                                     | 2,8%                                                     |
| Охорона здоров'я                                         | Охорона здоров'я                                         |                                                          | 9,1%                                                     | 9,1%                                                     |
| Освіта, правозахист, муніципальні та урядові служби      | Освіта, правозахист, муніципальні та урядові служби      |                                                          | 10,2%                                                    | 10,2%                                                    |
| Мистецтво, культура, відпочинок та спорт                 | Мистецтво, культура, відпочинок та спорт                 |                                                          | 1,1%                                                     | 1,1%                                                     |
| Роздрібна торгівля та послуги                            | Роздрібна торгівля та послуги                            |                                                          | 17%                                                      | 17%                                                      |
| Гуртова торгівля, транспорт та обладнання                | Гуртова торгівля, транспорт та обладнання                |                                                          | 20,5%                                                    | 20,5%                                                    |
| Природні ресурси, сільське господарство                  | Природні ресурси, сільське господарство                  |                                                          | 10,2%                                                    | 10,2%                                                    |
| Виробництво                                              | Виробництво                                              |                                                          | 1,1%                                                     | 1,1%                                                     |

## Клімат
Середня річна температура становить 2,7°C, середня максимальна – 23,6°C, а середня мінімальна – -23,7°C. Середня річна кількість опадів – 535 мм.
| Клімат поселення                              | Клімат поселення | Клімат поселення | Клімат поселення | Клімат поселення | Клімат поселення | Клімат поселення | Клімат поселення | Клімат поселення | Клімат поселення | Клімат поселення | Клімат поселення | Клімат поселення | Клімат поселення |
| Показник                                      | Січ.             | Лют.             | Бер.             | Квіт.            | Трав.            | Черв.            | Лип.             | Серп.            | Вер.             | Жовт.            | Лист.            | Груд.            |                  |
| Середній максимум, °C                         | −11,26           | −7,3             | −0,57            | 9,51             | 17,56            | 22,89            | 23,61            | 22,91            | 17,31            | 10,40            | 0,16             | −9,03            |                  |
| Середня температура, °C                       | −17,48           | −13,51           | −6,79            | 3,28             | 11,36            | 16,68            | 19,20            | 18,49            | 12,89            | 5,98             | −4,29            | −13,44           |                  |
| Середній мінімум, °C                          | −23,69           | −19,73           | −13,01           | −2,94            | 5,14             | 10,46            | 14,78            | 14,03            | 8,48             | 1,58             | −8,7             | −17,86           |                  |
| Норма опадів, мм                              | 22               | 17               | 25               | 29               | 58               | 85               | 80               | 63               | 50               | 46               | 32               | 28               |                  |
| Середньомісячна швидкість вітру, м/с          | 4.32             | 4.30             | 4.40             | 4.60             | 4.70             | 4.10             | 3.60             | 3.70             | 4.20             | 4.50             | 4.50             | 4.40             |                  |
| Середньомісячна сонячна радіація, кДж/м²·день | 4279             | 7634             | 12574            | 17150            | 19911            | 21200            | 21806            | 18521            | 12887            | 7738             | 4325             | 3263             |                  |
| --------------------------------------------- | ---------------- | ---------------- | ---------------- | ---------------- | ---------------- | ---------------- | ---------------- | ---------------- | ---------------- | ---------------- | ---------------- | ---------------- | ---------------- |
| Джерело:                                      |                  |                  |                  |                  |                  |                  |                  |                  |                  |                  |                  |                  |                  |